# Classe Lekiu
La classe Lekiu, a volte definita classe Jebat, è una classe di fregate della Marina militare della Malaysia, composta da due unità entrate in servizio nel 1999.
Costruite nei cantieri della ditta britannica Yarrow Shipbuilders, le due unità della classe (Lekiu e Jebat) rappresentano le maggiori navi da combattimento di superficie della Marina malese, in attesa dell'entrata in servizio delle più grandi unità classe Maharaja Lela ancora in costruzione.

## Il progetto

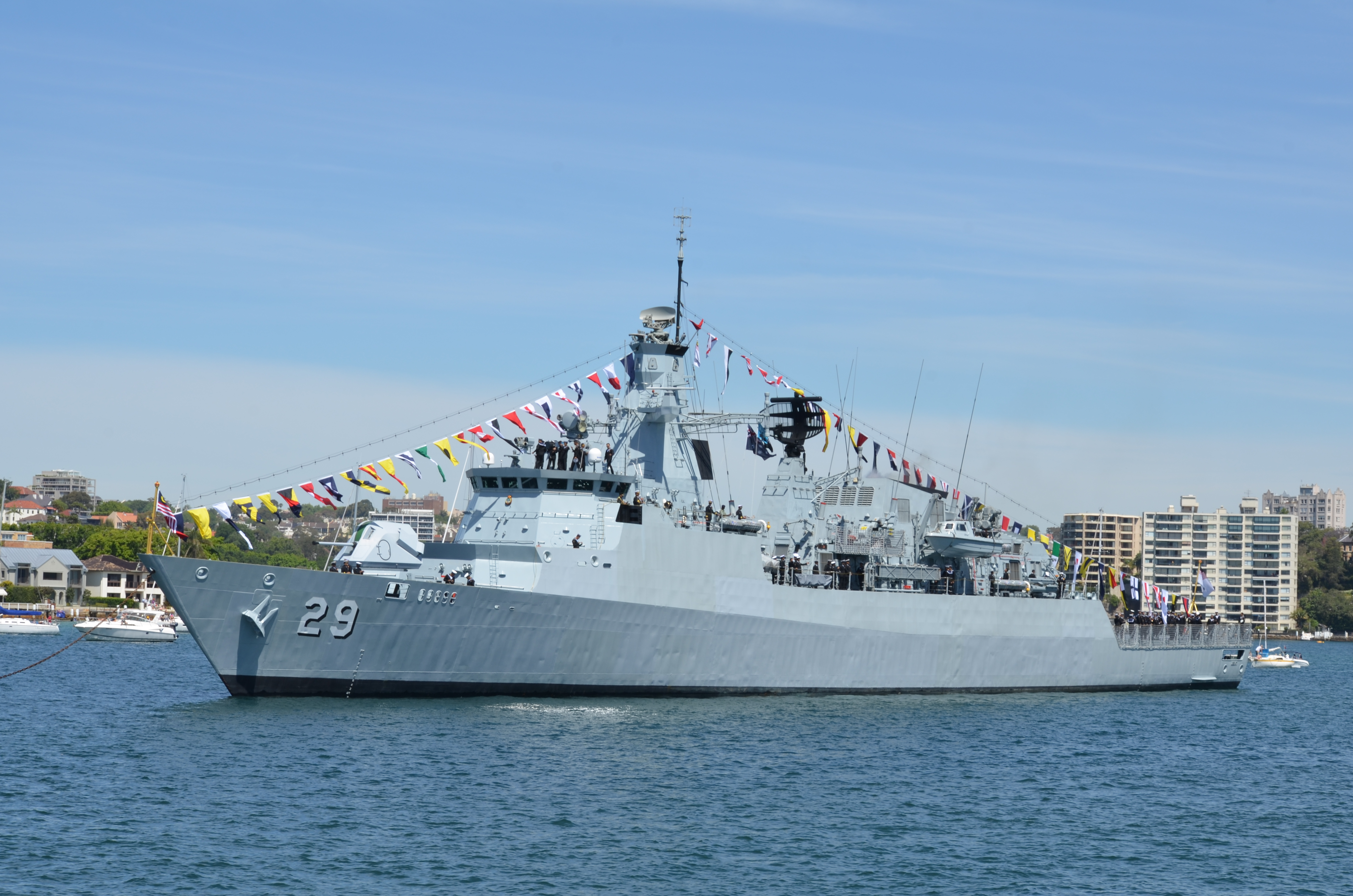
La Jebat nel 2013 con esposto il gran pavese

L'ordine per la costruzione delle unità della classe venne formulato nel 1992 dal governo malese alla ditta britannica Yarrow Shipbuilders (oggi BAE Systems Maritime – Naval Ships). Due unità, basate sul progetto di massima "F2000" della Yarrow, vennero messe in costruzione nei cantieri navali di Scotstoun a Glasgow tra il marzo e il novembre 1994 per poi essere varate un anno più tardi; complicazioni relative all'integrazione del sistema di combattimento ritardarono notevolmente la consegna delle due navi, le quali entrarono ufficialmente in servizio con la Marina malese nel 1999.
Nel luglio 2006 il governo malese inviò una lettera di intenti alla BAE Systems circa la realizzazione di altre due unità della classe con integrate una serie di migliorie e ammodernamenti, la cui costruzione sarebbe dovuta avvenire nei cantieri malesi della Labuan Shipyard and Engineering di Sabah; per quanto le parti siano arrivate vicine alla chiusura del contratto in questione, questa proposta venne infine fatta cadere e abbandonata nel 2009. Al loro posto, il governo malese chiuse un contratto con la ditta francese Naval Group per la realizzazione di sei moderne fregate classe Maharaja Lela, la cui costruzione ebbe inizio nel 2016.

## Caratteristiche

### Scafo e propulsione

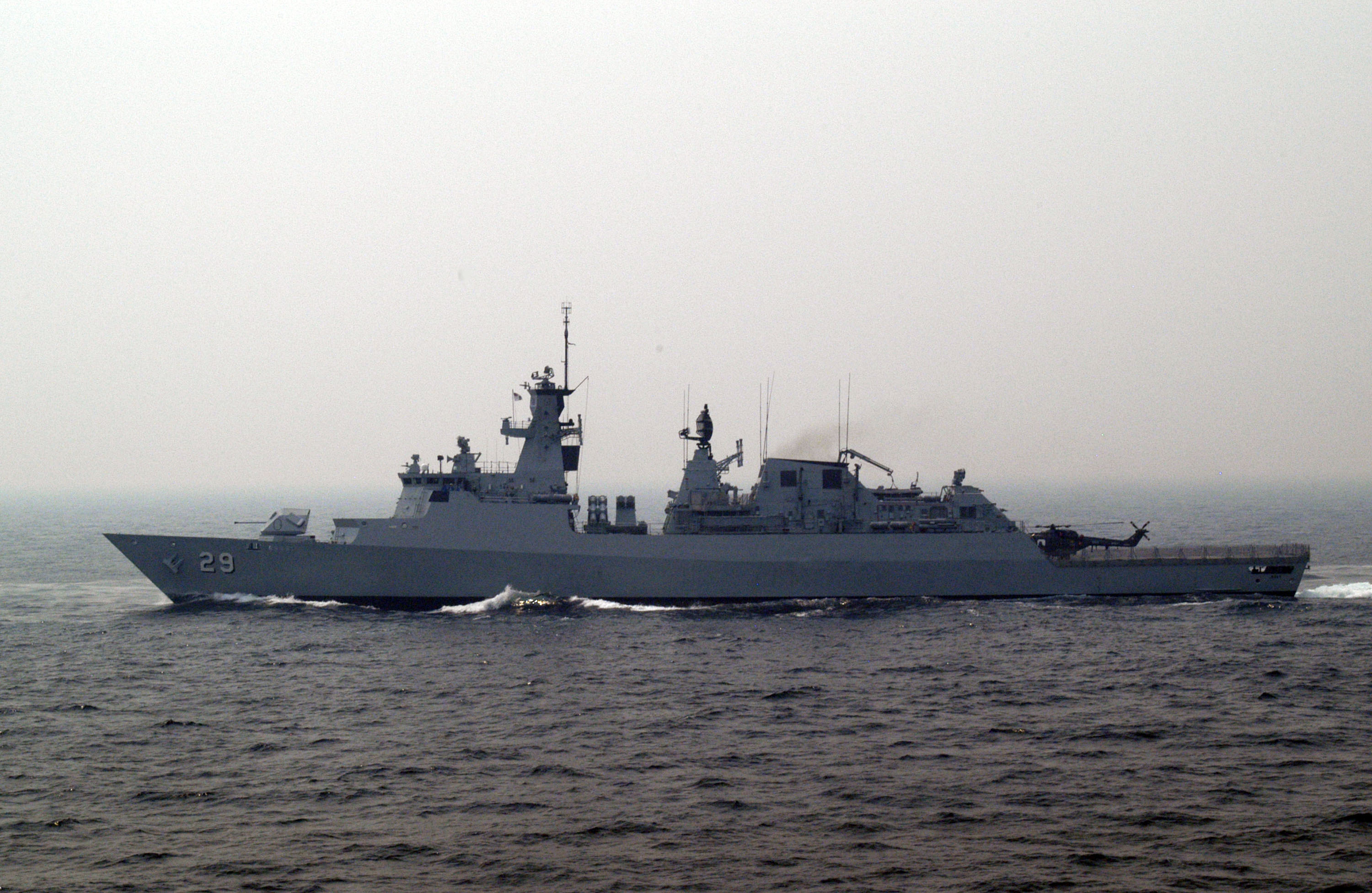
La Jebat ritratta in navigazione nel 2013; notare l'elicottero Westland Lynx sul ponte di volo a poppa

Le Lekiu presentano un'architettura stealth per la riduzione della segnatura ai radar, senza soluzione di continuità tra scafo e sovrastrutture. Le unità presentano una lunghezza fuori tutto di 105,5 o 106 metri, una larghezza massima di 12,8 metri e un pescaggio di 3,8 metri; il dislocamento standard si aggira sulle 1845 tonnellate, ma sale a 2270 o 2300 tonnellate con le unità a pieno carico. Le dimensioni delle Lekiu sono piuttosto contenute per delle fregate (il progetto di partenza, in effetti, nasceva per delle corvette), e non consentono margini per miglioramenti o aggiunte successive di apparati.
Le sovrastrutture sono raggruppate in due blocchi intervallati da uno spazio vuoto: a prua il blocco con il torrione della plancia e un massiccio albero a sezione piramidale; a poppa il blocco con l'albero secondario, i fumaioli e l'hangar per i mezzi aerei; all'estrema poppa si trova poi un ampio ponte di volo per elicotteri. L'equipaggio ammonta a 18 ufficiali e 128 tra sottufficiali e marinai.
Le Lekiu hanno un sistema propulsivo di tipo CODAD, con quattro motori diesel MTU 20V1163 TB93. La potenza complessiva dell'impianto ammonta a 33 200 hp (24 800 kW), che consentono una velocità massima di 28,5 nodi (52,78 km/h); l'autonomia si aggira sulle 5000 miglia alla velocità di crociera di 14 nodi (9260 km a 25,93 km/h).

### Armamenti e sensori

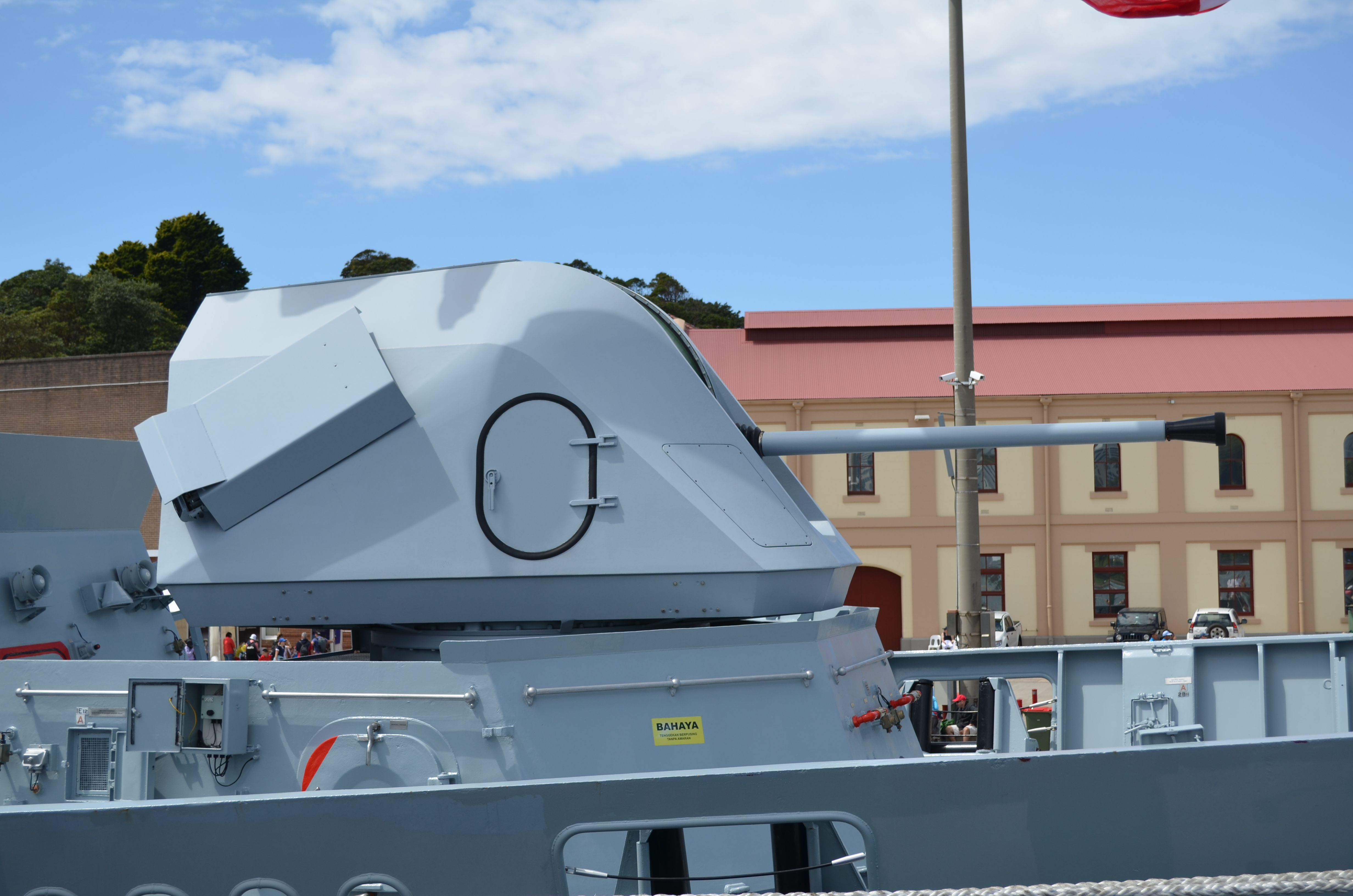
Veduta ravvicinata del cannone da 57 mm prodiero delle unità

Le Lekiu hanno un potente armamento missilistico, basato su una batteria di due lanciatori quadrupli per missili antinave Exocet (collocati nello spazio tra i due blocchi delle sovrastrutture), e un impianto lanciamissili verticale (Vertical Launching System) a 16 celle per missili antiaerei Sea Wolf (collocato davanti al torrione della plancia). L'armamento di artiglieria comprende un cannone Bofors 57 mm (collocata in una torretta a prua) e due impianti DS30B per mitragliere da 30 mm, impiegabili nel tiro antiaereo o contro bersagli veloci di superficie; in funzione anti-sommergibili sono installati, al livello del tetto dell'hangar, due impianti tripli di tubi lanciasiluri da 324 mm, armati con siluri leggeri tipo A244/S. L'hangar delle unità è in grado di ospitare un elicottero Westland Lynx, per quanto il ponte di volo sia sufficientemente ampio da permettere l'appontaggio anche di apparecchi di maggiori dimensioni.
L'apparato sensori, distribuito tra i due alberi delle unità, comprende un radar di scoperta aerea DA-08 della Thales Nederland operante in banda E ed F, un radar di scoperta di superficie Sea Giraffe della Saab Microwave Systems operante in banda G e H e un radar di navigazione della Thales operante in banda I. Sul cielo dell'hangar e del torrione della plancia sono presenti due radar di controllo del tiro BAE Systems 1802, operanti in banda I e J; nello scafo è invece integrato un impianto sonar Spherion TSM 2633 LF della Thales Underwater Systems.

## Unità
| Nome             | Impostazione  | Varo            | Entrata in servizio | Status             |
| ---------------- | ------------- | --------------- | ------------------- | ------------------ |
| KD Lekiu (FFG30) | marzo 1994    | 3 dicembre 1994 | 9 ottobre 1999      | in servizio attivo |
| KD Jebat (FFG29) | novembre 1994 | 27 maggio 1995  | 18 novembre 1995    | in servizio attivo |